# Porte Dauphine (stanice metra v Paříži)
Porte Dauphine je konečná stanice pařížského metra na lince 2 v 16. obvodu v Paříži. Nachází se pod náměstím Place du Maréchal de Lattre de Tassigny, kam ústí Avenue Foch.

## Historie
Stanice byla otevřena 13. prosince 1900 jako součást prvního úseku ze stanice Étoile. Tehdy se linka nazývala 2 Nord.
Stanice Porte Dauphine je jednou z mála stanic, kde se dochovala původní výzdoba. Porte Dauphine je známá svými původními secesními vstupy, které navrhl Hector Guimard.
Od 25. září 1988 je ze stanice možný přestup na linku RER C a od 5. dubna 2024 také na tramvajovou linku 3b.

## Název
Jméno stanice je odvozeno od názvu jedné z městských bran. Dauphin je titul francouzského následníka trůnu. Na informačních tabulích je oficiální název stanice doplněn ještě podnázvem psaným malým písmem: Maréchal de Lattre de Tassigny podle náměstí, kde dříve stávala Porte Dauphin a kde je dnes východ z metra.